# Martin Konings
Martinus Johannes "Martin" Konings (15 de março de 1929 - 28 de julho de 2020) foi um político holandês do PvdA que serviu como MP entre 1973 e 1986.